# Mollerics vers
Els Mollerics vers o mollerics veritables són bolets de mida mitjana, de barret llis, de color homogeni o clapat i de cutícula separable que pot tenir fibril·les innates. La cama acostuma a presentar granulacions clares que enfosqueixen amb l'edat. La carn és de cremosa a groga. Sempre apareixen vora coníferes, sovint gregaris i en un nombre elevat de bolets.

## Espècies
Pel que fa a Catalunya, les espècies de mollerons alberencs més corrents són:
- Suillus bellinii, moixí
- Suillus granulatus, molleric o molleric granellut
- Suillus bovinus, molleric de bou
- Suillus mediterraneensis, molleric de carn groga
- Suillus collinitus, molleric de peu rosa
- Suillus bellinii f. luteus, moixí groc